# Список нагород і номінацій Елли Фіцджеральд

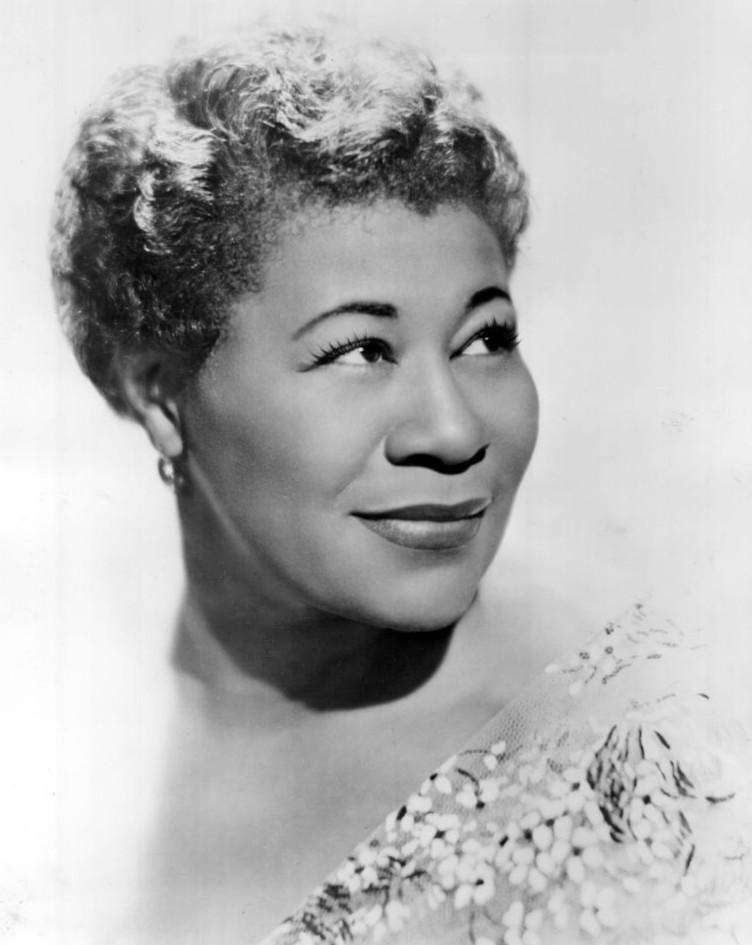
Fitzgerald, 1962

Список нагород і номінацій американської джазової співачки Елли Фіцджеральд складається з 13 премій «Греммі», спеціальної премії Греммі за життєві досягнення, а також численної кількості почесних звань і нагород. 2 пісні і 4 альбоми Фіцджеральд включені до Зали слави «Греммі».

## Почесні звання і особливі нагороди

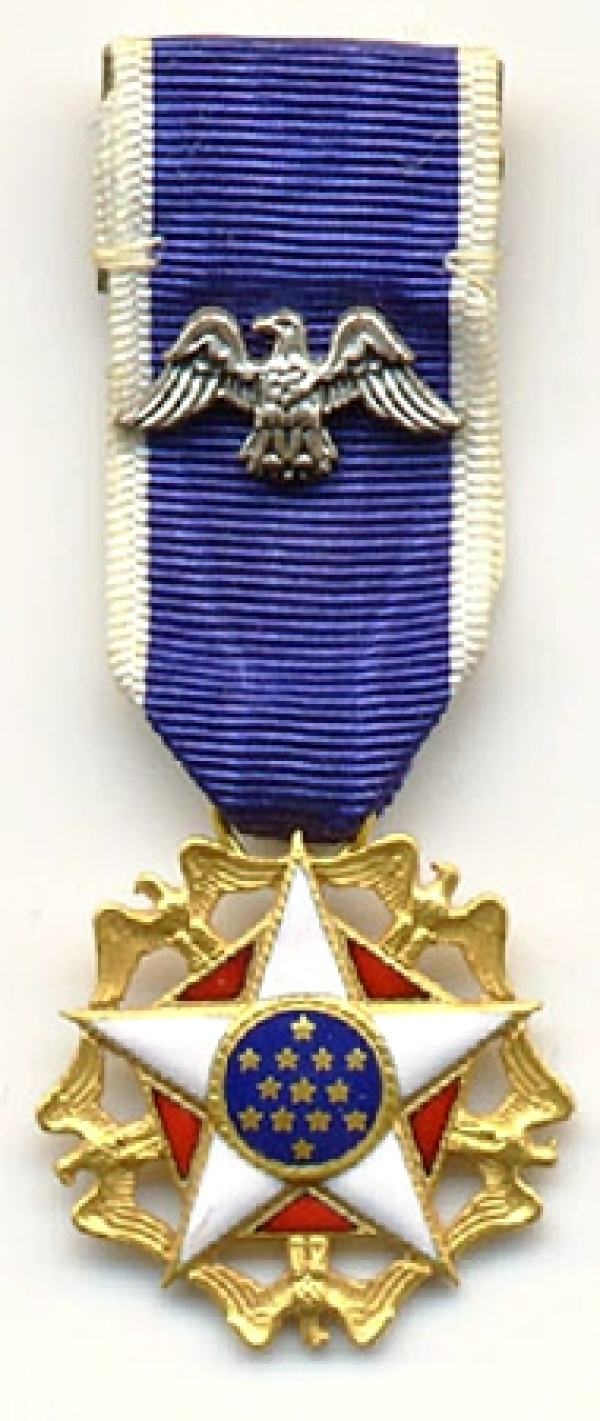
Президентська медаль Свободи

- Найкраща вокалістка за версіями журналів Metronome (1956)[1] і Down Beat (1937, 1969)[2];
- Зірка на Алеї слави в Голлівуді (1960)[3];
- Почесний член жіночого об'єднання Alpha Kappa Alpha (1960)[4];
- Почесна нагорода Американського товариства композиторів, авторів і видавців (1968)[5];
- Нагорода за життєві досягнення імені Бінга Кросбі (1967)[6];
- Голова фонду імені Мартіна Лютера Кінга (1968)[7];
- Нагорода від Національної асоціації хворих серпоподібноклітинною анемією (1976)[8];
- Зала слави біг-бендів і джазу (1979)[9];
- Зала слави даунбіт-джазу (1979)[10];
- Нагорода імені Вільяма Роджерса від Торгової палати і Громадської асоціації Беверлі-Гіллз (1980)[11];
- Нагорода імені Лорда і Тейлора за видатний внесок в розвиток музики (1980)[12];
- Почесний доктор гуманітарних наук коледжу Талладега в Алабамі (1980)[13];
- Нагорода імені Гасти Паддінга «Жінка року» від Гарвардського університету (1982)[14];
- Медаль Джорджа Пібоді за видатний внесок в розвиток американської музики (1983)[15];
- Нагорода «майстри джазу» Національного фонду мистецтв (1985)[16];
- Медаль Національного мистецтва, вручена Рональдом Рейганом (1987)[16];
- Медаль Каліфорнійського університету в Лос-Анджелесі за музичні заслуги (1987);
- Премія Національної асоціації сприяння прогресу кольорового населення (1988)[17];
- Премія імені Елли, заснована товариством співаків (1989);
- Нагорода імені Джорджа і Айри Гершвінів за видатний внесок в музику (1989)[18];
- Французький Орден Мистецтв і літератури (1990)[19];
- Президентська медаль Свободи, вручена Джорджем Бушем-старшим (1992)[20];
- № 13 в списку «100 найвизначніших жінок рок-н-роллу» за версією VH1;
- Серія марок Поштової служби США, присвячена Еллі Фіцджеральд (2007)[21][22];
- Звання почесного доктора в університетах Гарварда, Єля, а, Принстона, Говарда, Меріленду.

## Нагороди і номінації

### «Греммі»
Елла Фіцджеральд 13 разів ставала лауреатом премії «Греммі» в різних номінаціях, також у 1967 році була удостоєна спеціальної премії за видатні життєві досягнення.
| Рік  | Категорія                                   | Номінована робота                                               | Формат | Результат |
| ---- | ------------------------------------------- | --------------------------------------------------------------- | ------ | --------- |
| 1959 | Найкраще жіноче джаз-виконання              | Ella Fitzgerald Sings the Duke Ellington Songbook               | Альбом | Перемога  |
| 1959 | Найкраще жіноче вокальне виконання          | Ella Fitzgerald Sings the Irving Berlin Songbook                | Альбом | Перемога  |
| 1960 | Найкраще жіноче джаз-виконання              | Ella Swings Lightly                                             | Альбом | Перемога  |
| 1960 | Найкраще жіноче вокальне виконання          | «But Not For Me»                                                | Трек   | Перемога  |
| 1961 | Найкращій жіночий вокальний альбом          | Ella in Berlin: Mack the Knife                                  | Альбом | Перемога  |
| 1961 | Найкраще вокальне виконання синглу чи треку | «Mack The Knife»                                                | Трек   | Перемога  |
| 1962 | Найкраще жіноче вокальне виконання          | «(If You Can't Sing It) You'll Have to Swing It (Mr. Paganini)» | Трек   | Номінація |
| 1963 | Найкраще жіноче вокальне виконання          | Ella Swings Brightly With Nelson Riddle                         | Альбом | Перемога  |
| 1967 | Найкраще жіноче вокальне виконання          | Ella at Duke's Place                                            | Альбом | Номінація |
| 1968 | Премія за життєві досягнення                | —                                                               | —      | Нагорода  |
| 1977 | Найкраще джазове вокальне виконання         | Fitzgerald And Pass… Again                                      | Альбом | Перемога  |
| 1980 | Найкраще джазове вокальне виконання         | Fine And Mellow                                                 | Альбом | Перемога  |
| 1981 | Найкраще жіноче вокальне джаз-виконання     | A Perfect Match — Ella And Basie                                | Альбом | Перемога  |
| 1982 | Найкраще жіноче вокальне джаз-виконання     | Digital III At Montreaux                                        | Альбом | Перемога  |
| 1983 | Найкраще жіноче вокальне джаз-виконання     | A Classy Pair                                                   | Альбом | Номінація |
| 1984 | Найкраще жіноче вокальне джаз-виконання     | The Best Is Yet To Come                                         | Альбом | Перемога  |
| 1988 | Найкраще жіноче вокальне джаз-виконання     | Easy Living                                                     | Альбом | Номінація |
| 1991 | Найкраще жіноче вокальне джаз-виконання     | All That Jazz                                                   | Альбом | Перемога  |

### Зала слави «Греммі»
2 пісні, а також 4 альбоми Елли Фіцджеральд були введені до Зали слави Греммі, починаючи з 1986 року.
| Рік запису | Назва                                             | Жанр | Формат | Лейбл | Зала слави | Примітки                       |
| ---------- | ------------------------------------------------- | ---- | ------ | ----- | ---------- | ------------------------------ |
| 1960       | «How High the Moon»                               | Джаз | Сингл  | Decca | 2002       |                                |
| 1958       | Porgy and Bess                                    | Джаз | Альбом | Verve | 2001       | Спільно з Луї Армстронгом      |
| 1956       | Ella Fitzgerald Sings the Cole Porter Songbook    | Джаз | Альбом | Verve | 2000       |                                |
| 1957       | Ella Fitzgerald Sings the Rodgers & Hart Songbook | Джаз | Альбом | Verve | 1999       |                                |
| 1960       | Ella in Berlin                                    | Джаз | Альбом | Verve | 1999       |                                |
| 1938       | «A-Tisket, A-Tasket»                              | Джаз | Сингл  | Decca | 1986       | Спільно з оркестром Чіка Вебба |